# Latabár Árpád (színművész, 1878–1951)
Id. Latabár Árpád (Miskolc, 1878. szeptember 19. – Budapest, Erzsébetváros, 1951. augusztus 22.) magyar színész. A Latabár-színészdinasztia tagja: Latabár Endre unokája, Latabár Kálmán Árpád és Budai Adél fia, Latabár Kálmán és ifj. Latabár Árpád édesapja.

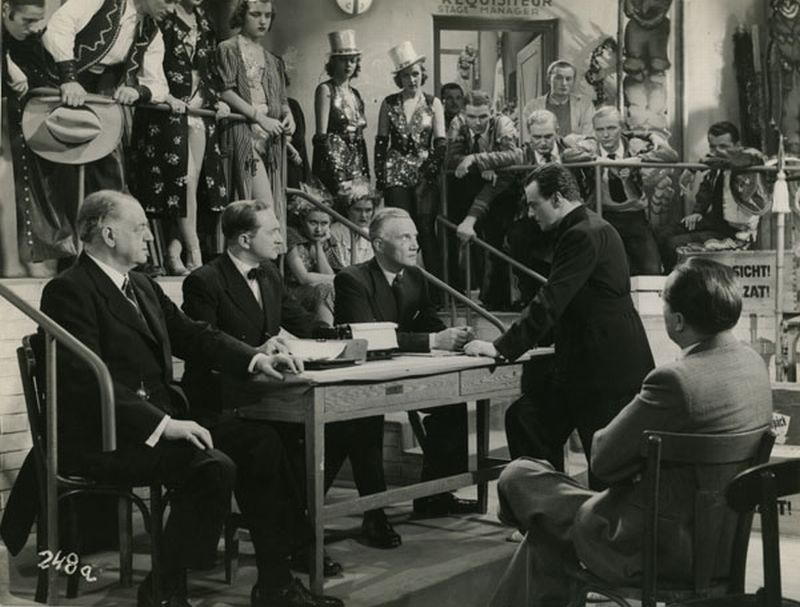
Latabár Árpád (bal szélen ül) A varieté csillagai című filmben (1939). Balról ül még: Fáy Béla és Szakáts Zoltán; előttük áll Jávor Pál; háttal ül: Páger Antal (1938-ban készült fénykép).

## Pályája
Gyermekkorában Feld Zsigmond gyermekszínházában kezdett játszani, ahol a Robinson című darabban lépett fel. Előbb Horváth Zoltán növendéke volt, majd a Színművészeti Akadémián tanult. 1896-ban Szolnokon szerepelt. 1897-ben Aradon, 1898-tól 1908-ig Kövessy Albert, 1908–1910 között Krecsányi Ignác, 1910–11-ben Komjáthy Károly társulatában lépett fel. 1911-től 1932-ig, illetve 1933–34-ben a Király Színház, 1939–40-ben a Royal Színház tagja volt.
1915-ben a Télikertben, 1917-ben a Népoperában, 1918–19-ben, 1928-ban és 1930-ban a Budapesti, 1922-ben a Blaha Lujza, 1923-ban, 1925-ben és 1929-ben a Magyar, 1931–32-ben a Fővárosi Operett, 1931-ben és 1935–1938 között a Városi, 1933-ban a Kamara Színházban, 1934-ben a Royal Orfeumban, 1937-ben a Márkus Parkszínpadon, 1939–40-ben az Erzsébetvárosi, 1942-ben a Vidám Színházban is fellépett. 1942-től 1948-ig a Fővárosi Operettszínházban működött. 1945-ben az Új Színházban, 1946-ban a Béke Színházban is szerepelt. Halálát tüdőgyulladás okozta.

## Jellemzője
A joviális viccelődő tipikus figurája volt, gyorsan a közönség kedvencévé vált. Szerepei elevenek, vidámak, élettel teltek voltak, azokat humorral formálta meg. Karikírozó képessége kimagasló volt. Számos filmszerepet kapott.

## Főbb színházi szerepei
- Csörsz (Carl Zeller: A madarász)
- Ferkó (Kálmán Imre: A csárdáskirálynő)
- Populescu herceg (Kálmán Imre: Marica grófnő)
- Dorner (Zerkovitz Béla: A legkisebbik Horváth lány)
- Beppo (Erdélyi Mihály: Sárgarigófészek)
- Nagyherceg (Jacobi Viktor: Sybill)
- Polgármester (Kemény Egon – Nóti Károly – Földes Imre – Halász Rudolf: Fekete liliom)